# Mariánský sloup (Mladá Boleslav)
Sloup se sochou Panny Marie v Mladé Boleslavi je raně barokní pískovcový mariánský sloup z roku 1681 stojící na mladoboleslavském Staroměstském náměstí. Sloup je chráněn jako kulturní památka ČR.

## Historie
Sloup byl postaven nákladem boleslavských měšťanů v roce 1681 na paměť morové rány z roku 1680 – jako poděkování za odvrácení moru a pro odvrácení budoucích morových ran.
V roce 1710 se městská rada za přítomnosti děkana Šolce usnesla, aby byly každou sobotu pod sloupem zpívány litanie. V roce 1819 byl sloup opraven. V roce 1848 pod mariánským sloupem začínal a končil průvod oslavující příslib konstituce Ferdinandem V. V září 1850 se u oltáře u mariánského sloupu konaly modlitby za odvrácení epidemie cholery.
Na čtyřech podstavcích stály do roku 1885 nebo 1886 čtyři sochy českých patronů. Byly sejmuty během rekonstrukce, kterou provedl sochař Hugo Mauerman, v rámci níž měly být nahrazeny novými, k čemuž nedošlo.
V roce 1928 proběhla další oprava sloupu. V roce 1992 byl sloup restaurován Otou Pospíchalem. V roce 2009 proběhla renovace sloupu.

## Popis
Na pískovcových stupních spočívá mohutný čtyřhranný stylobat, v horní části se čtyřmi menšími hranoly zakončenými římsovými hlavicemi, na kterých do roku 1886 spočívaly čtyři sochy světců.
Na něm stojí druhý, užší čtyřhranný stylobat zakončený římsovou hlavicí, s nápisovými zrcadly:
Vpředu:
HONORI
DIVAE SINE LABE
GENITRICI VIRGINI
ATQVE
SANCTIS TVTELARIBVS SVIS
QVOS ANNO PRAETERITO
SAEVIENTE GRAVITER PESTE
SINGVLARI PIETATE
COLVERVNT
GRATI CIVES
PIIQVE INCOLAE
REGIAE CIVITATIS
IVNIORIS BOLESLAI
PROPRIIS EXPENSIS
FIERI FECERVNT
MDCLXXXI

Vzadu:
MARYI PANNĚ
OBRANKYNI NASSI
KE CTI
NÁBOŽNÍ PŘEDKOWÉ
POSTAWILI
A
VZNALI POTOMKOWÉ
TÉŽ
WIERNI PŘIWTĚLENI
BOLESLAWSSTI
ZA ZKVSSENAV OBRANV
PŘIOZDOBILI
1819

Po stranách:
V DESÁTÉM VÝROČÍ
SVOBODNÉ REPUBLIKY
ČESKOSLOVENSKÉ
PÉČÍ
DĚKANSKÉHO ÚŘADU
A MÍSTNÍ
RADY KATOLÍKŮ
ZE SEBRANÝCH MILODARŮ
SOCHA TATO
BYLA OPRAVENA
A POSVĚCENA
1928
ZRESTAUROVÁNA 1992

a
K POCTĚ
SVATÉ RODIČCE PANNĚ
BEZ POSKVRNY A SVÝM
SVATÝM OCHRÁNCŮM
KTERÉ V ROCE MINVLÉM
KDYŽ MOR HROZNĚ ZVŘIL
OBZVLÁŠTNĚ ZBOŽNĚ
VCTIVALI
VDĚČNÍ OBČANÉ
A ZBOŽNÍ OBYVATELÉ
KRÁLOVSKÉHO MĚSTA
MLADÉHO BOLESLAVA
VLASTNÍM NÁKLADEM
ZŘÍDILI
1681

Na stylobatu je zdvižen samotný sloup zakončený korintskou hlavicí.
Na vrcholu sloupu spočívá pozlacená socha Panny Marie v polovičním životním měřítku se sepjatýma rukama na ose těla a s gloriolou kolem hlavy.

## Galerie

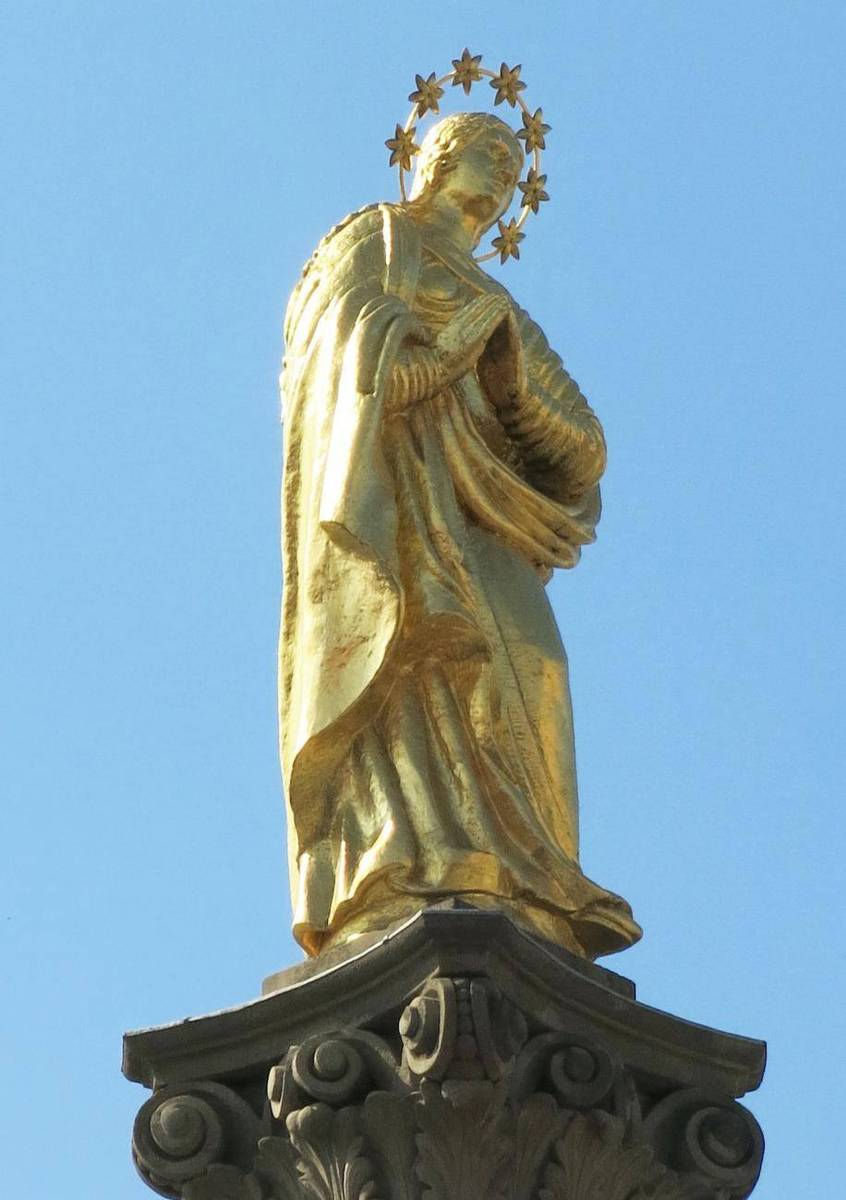
Socha Panny Marie na sloupu
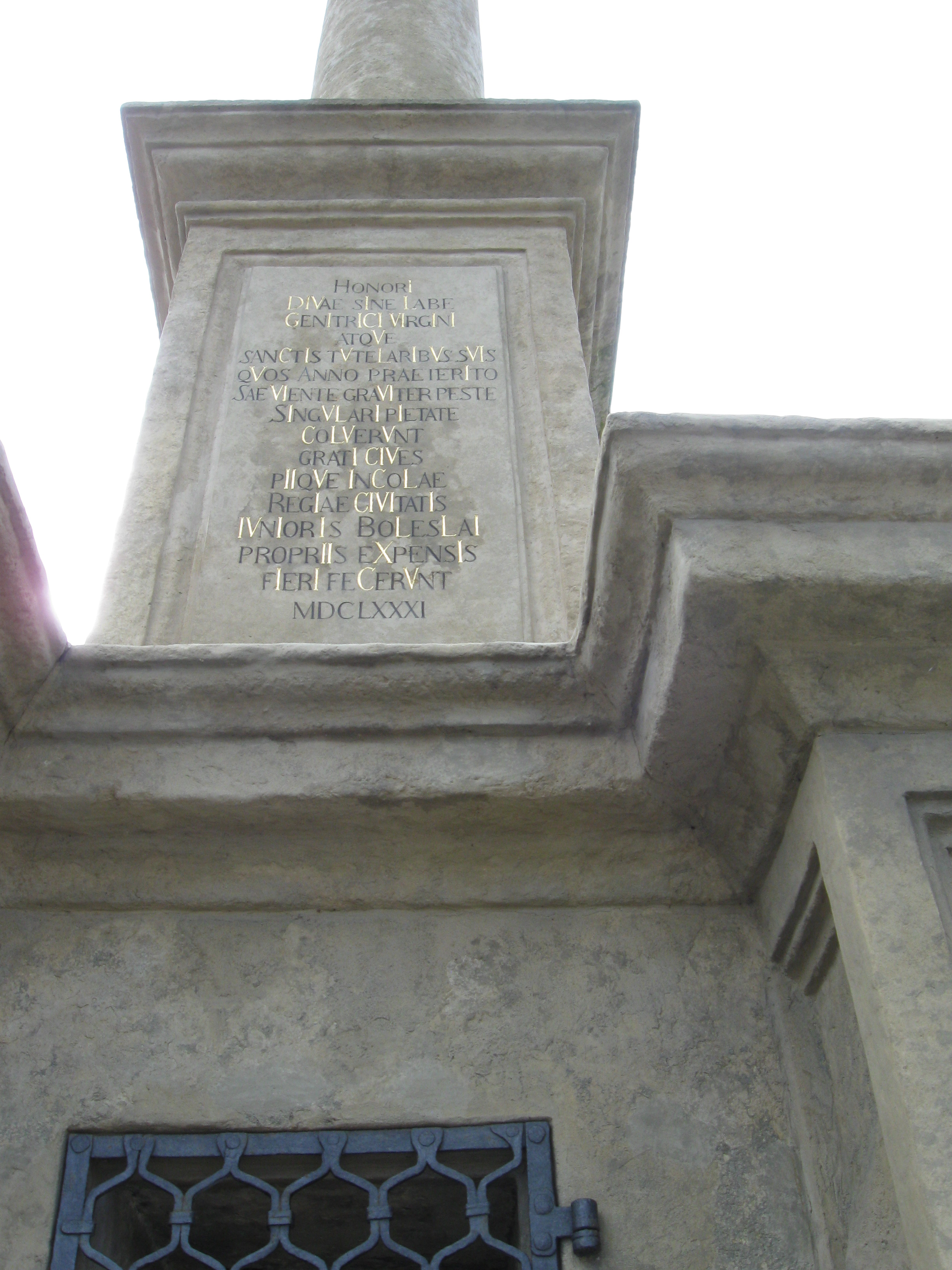
Nápis na čelní straně podstavce
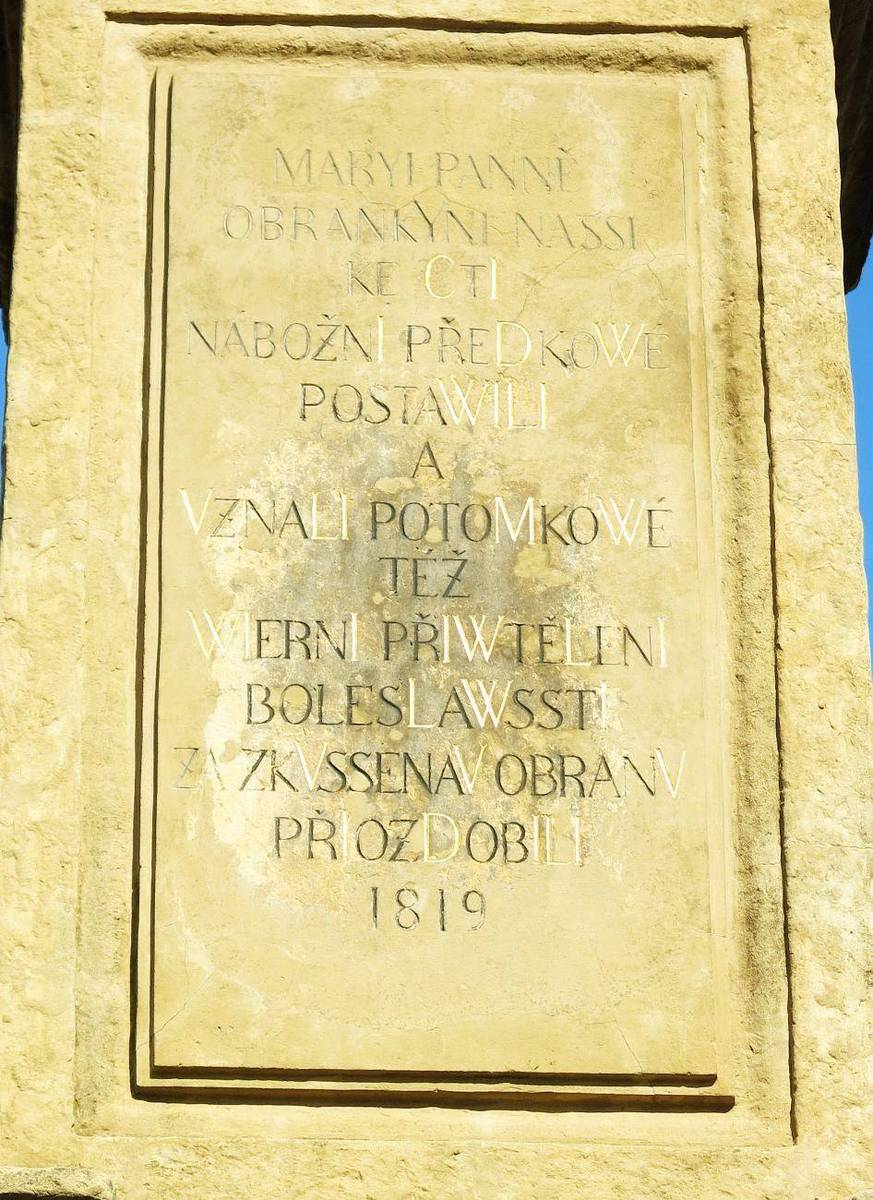
Nápis na zadní straně podstavce
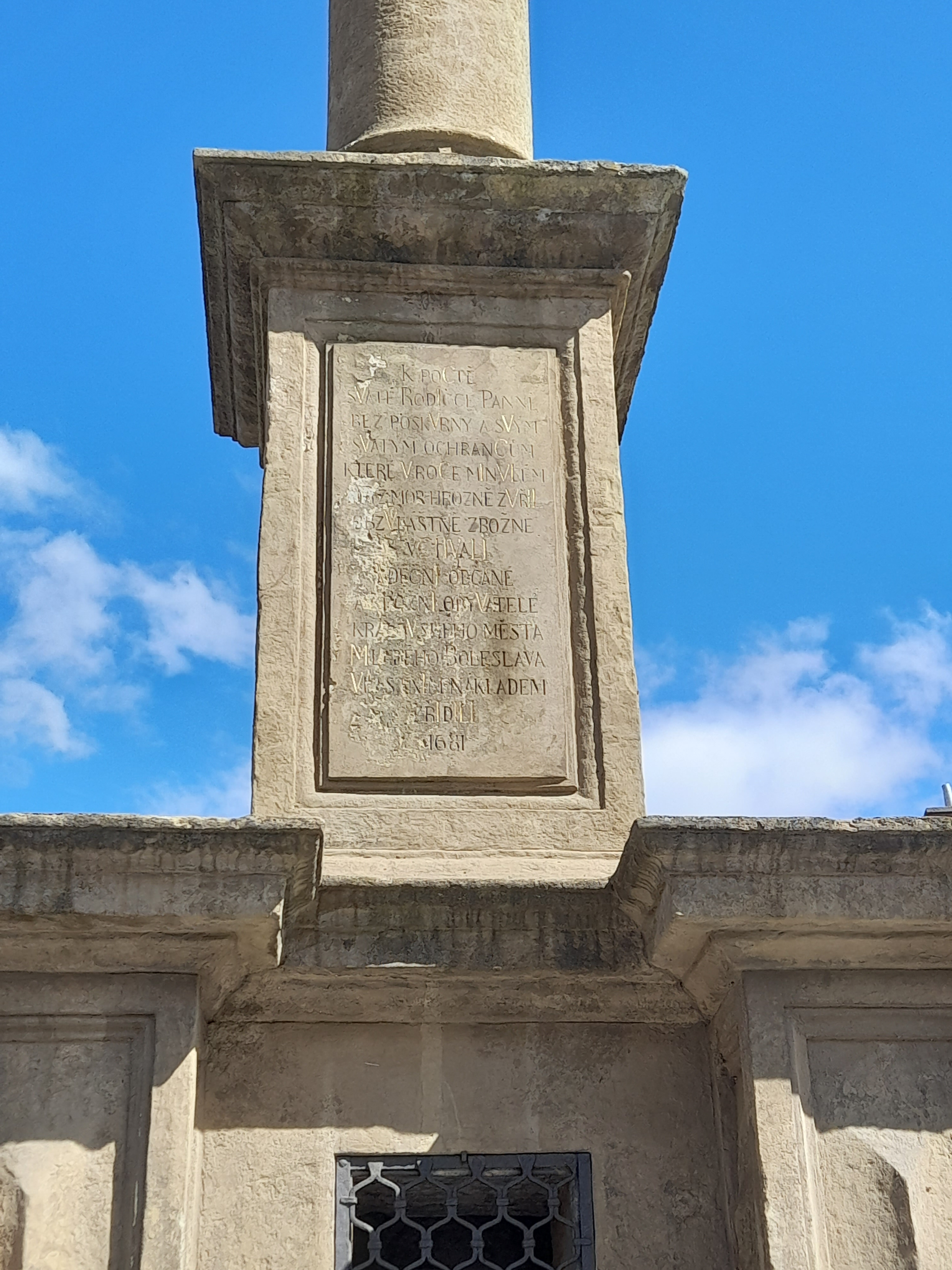
Nápis na boční straně podstavce
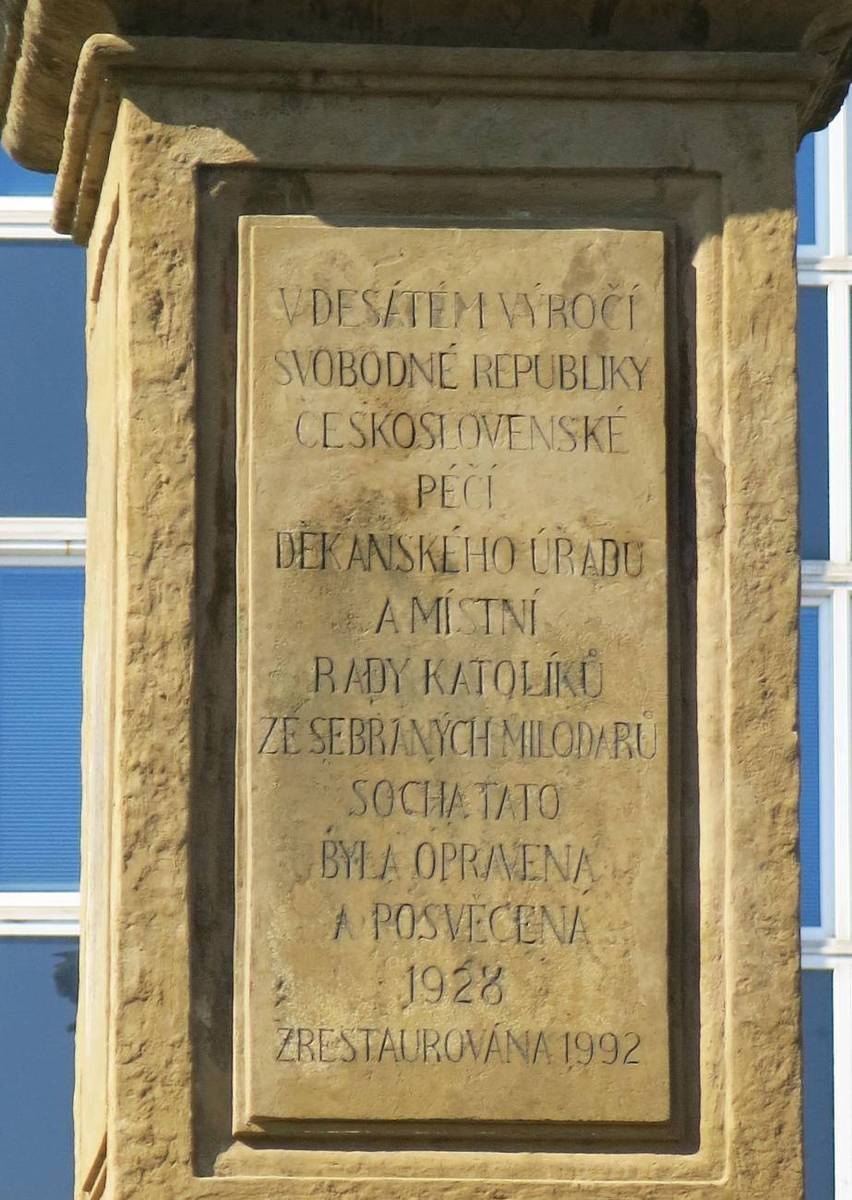
Nápis na boční straně podstavce
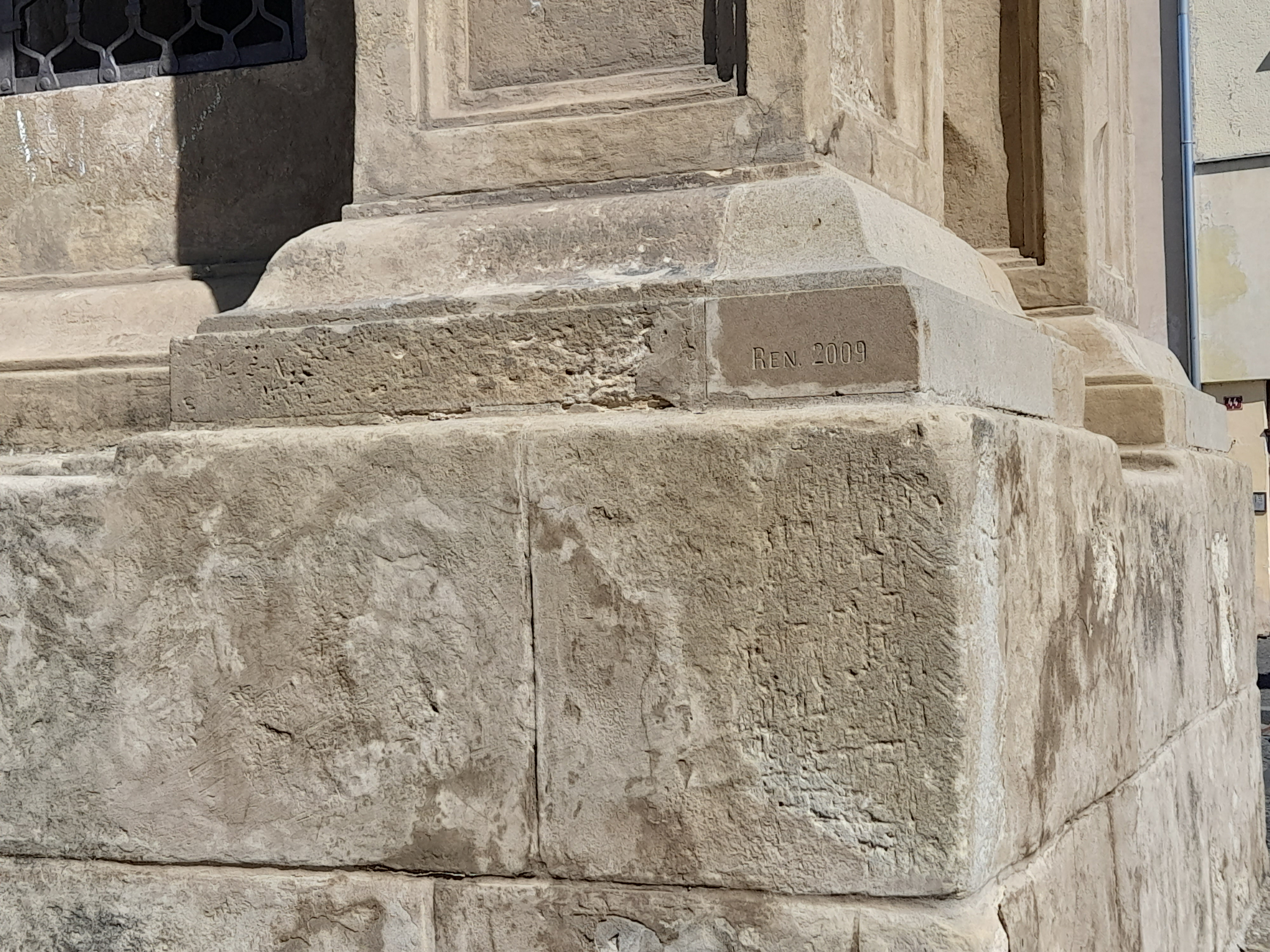
Nápis o rekonstrukci v roce 2009